# Бойко, Григорий Филиппович
Григо́рий «Грицко́» Фили́ппович Бо́йко (укр. Григорій «Грицько» Пилипович Бойко; 5 сентября 1923 — 25 сентября 1978) — советский украинский писатель, поэт и переводчик, член Союза писателей СССР. 

## Биография
Бойко родился 5 сентября 1923 года в селе Еленовка Волновахского района Донецкой губернии в семье служащего.
После окончания сельской семилетки он учился в Оленовской рудничной школе, которая находилась достаточно далеко. Поэтому парню ежедневно приходилось вставать в четыре утра, несколько километров идти пешком до станции, а уже оттуда ехать рабочим поездом в школу. Большая тяга к знаниям заставляла его переживать трудности.
После окончания школы Григорий Бойко ушёл на фронт защищать родину от нашествия фашистов. Служил рядовым пулемётного взвода, а затем и офицером-связистом. Участвовал в боях под Сталинградом, был ранен и контужен. Удостоен боевых правительственных наград.
После войны Григорий Бойко стал студентом украинского отдела литературного факультета Донецкого педагогического института. В 1949 году окончил его с отличием. Несколько лет он работал в областной газете «Советская Донеччина» и литературным консультантом Донецкого филиала Союза писателей Украины.
Началом своей литературной деятельности Г. Бойко считал 1950 год, когда в Донецком областном издательстве вышел его первый сборник стихов «Моя Донеччина». Адресован он был взрослым, а уже в следующем году вышел в свет сборник его стихов для детей «Будем шахтёрами». С тех пор поэт писал для самых молодых читателей, полностью посвящая им свой талант.
Григория Бойко называли непревзойдённым мастером смеха в поэзии для детей. Он умел не просто развлекать младших читателей, но и с добрым юмором остроумно и беззлобно показать различные недостатки детского характера. Нытик, грязнуля, хвастун, лжец, лентяй, болтун, невежда, недотёпа, трус, подхалим, задавака, ябеда, простофиля, симулянт — вот «знаменитые» персонажи его стихов и поэм.
Умер Григорий Бойко 25 сентября 1978 года. Похоронен на Берковецком кладбище. Рядом с ним похоронен его сын драматург Вадим Бойко.

## Семья
- Вадим Бойко — сын. Также пошёл по стопам отца, став писателем.
- Олег Лунёв — внук. Стал художником[1].

## Труды
Григорий Бойко писал в своих произведениях о родном крае — Донбассе, о героическом труде шахтёров. Это сборники: «Будем шахтёрами», «Мы из Донбасса», «Шахтёрочка».
В других произведениях он рассказывал детям об их ровесниках за рубежом: «Два мальчика Смита», «Славков гость», «Дети Чили». Есть среди написанного Григорием Бойко и пьесы-сказки: «Космическое путешествие» и «О Андрюше и терпении». Популярным жанром у поэта были также скороговорки и загадки. Они заставляют смеяться и думать, возбуждают интерес и внимание.
С увлечением Григорий Бойко работал для дошкольников. Для них он писал небольшие юмористические рассказы и миниатюры. Они не только забавляют детей, но и несут интересные сведения о жизни, природе, помогают познавать окружающую среду.
Григорий Бойко не только поэт-юморист, но и поэт-переводчик. Для украинских детей он перевёл произведения С. Маршака, К. Чуковского, А. Барто, С. Михалкова, а также других поэтов.
Известен Григорий Бойко и как поэт-песенник. Он написал более 400 песен, преимущественно для детей. Известные украинские композиторы А. Кос-Анатольский, А. Филиппенко, Ю. Рожавская, А. Мясков положили немало его произведений на музыку. Большой популярностью пользовались его «Ноченька-волшебница» (композитор И. Поклад), «Вишнёвый цвет» (композитор В. Верменич). Классикой стали созданные им с Аркадием Филипенко «На мостике» и «Соловей, щебечи!». Эти песни записал с детским хором известный певец с Украины И. С. Козловский.